# Koreoaria pallida
Koreoaria pallida är en mångfotingart som beskrevs av Karl Wilhelm Verhoeff 1937. Koreoaria pallida ingår i släktet Koreoaria och familjen Xystodesmidae. Inga underarter finns listade i Catalogue of Life.